# Диксон, Фрэнк (политик)
Фрэнк Стоддард Диксон (англ. Frank Stoddard Dickson; 6 октября 1876 — 24 февраля 1953) — член Палаты представителей США от штата Иллинойс.

## Биография
Родился в Хиллсборо. Окончил среднюю школу в Декейтере в 1896 году, преподавал в школе деревни Рэмзи. Служилв рядовым в 4-м Иллинойском пехотном полку во время испано-американской войны, после окончания войны вернулся в школу.
Избран в 59-й Конгресс США от Республиканской партии (полномочия с 4 марта 1905 по 3 марта 1907 года). В 1906 году потерпел неудачу при попытке переизбраться. Занимал в дальнейшем пост помощника генерал-адъютанта штата Иллинойс в 1908—1910 годах, а в 1910—1922 годах был генерал-адъютантом штата. В 1922—1924 годах — помощник финансового директора Emergency Fleet Corporation и Совета США по судоходству (англ. United States Shipping Board), секретарь сенатора Медилла Маккормика. Работал в чикагском отделении Национального совета страховых агентов до конца жизни.
Похоронен был на кладбище Оук-Ридж в Спрингфилде, позже перезахоронен на Национальном кладбище Кемп-Батлер.